# 해럴드 베인스
해럴드 더글러스 베인스 (Harold Douglas Baines, 1959년 3월 15일 ~ )는 전 미국의 프로 야구 선수로 지명 타자와 우익수를 맡으면서 메이저 리그 베이스볼에서 22개의 시즌 (1980년 ~ 2001년) 동안 시카고 화이트삭스, 텍사스 레인저스, 오클랜드 애슬레틱스, 볼티모어 오리올스와 클리블랜드 인디언스를 위하여 활약하였다.  베인스는 왼손 잡이로 타구하며 투구하였다.  그는 팀의 대사와 봄 훈련 강사의 역할로 이동하기 전에 2004년부터 2015년까지 또한 코치를 맡은 화이트삭스와 함께 선수로서 3개의 병역을 가졌다.  메릴랜드주의 토박이 베인스는 3개의 갈라진 병역에 자신의 고향 팀과 함께 7년을 활약하였다.
자신의 은퇴에 베인스는 활약한 경기 (2,830)에서 아메리칸 리그 7위와 타점 (1,628)에서 10위에 들었다.  클러치 상황들에서 자신의 강력한 타구 뿐만 아니라 그는 아메리칸 리그 역사상 그랜드 슬램 (13)에서 공동 7위, 3개의 홈런 경기 (3)에서 4위, 그리고 끝내기 홈런 (10)에서 메이저 리그 역사상 공동 7위를 하였다.  베인스는 31개의 경력 포스트시즌 경기에서 8번이나 .300 이상 타구하고 .324 점을 쳐 5개의 별도 시리즈에서 .350의 최고점을 매겼다.
6회의 올스타였던 베인스는 1984년 장타율에서 아메리칸 리그를 이끌었다.  그는 1987년부터 1990년 칼턴 피스크가 자신을 통과할 때까지 경력 홈런을 위하여 화이트삭스 팀 기록을 보유하였으며, 베인스의 결국적인 총 221개는 팀과 함께 자신의 981개의 타점과 585개의 장타를 매기면서 왼손잡이 타자들을 위한 팀 기록을 유지한다.  지명 타자로서 그의 1,643개의 경기들은 2014년 데이비드 오르티스가 그 기록을 깰 때까지 빅 리그 기록이었다.  그는 2004년 에드거 마르티네스가 자신을 통과할 때까지 지명 타자로서 경력 홈런들을 위하여 평점을 보유하였다.  베인스는 또한 2013년 평점이 오르티스에 의하여 앞서졌을 때까지 지명 타자로서 안타에서 메이저 리그를 이끌기도 하였다.  2019년 클래스의 일부로서 베테랑 위원회에 의하여 미국 야구 명예의 전당으로 선출되었다.

## 초기 세월
메릴랜드주 이스턴에서 태어난 베인스는 자신이 시니어로서 .532 점을 타구하여 고등학교의 올아메리칸으로 임명된 이스턴쇼어에 있는 세인트마이클스 고등학교로부터 1977년에 졸업하였다.  화이트삭스는 1977년 아마추어 드래프트에서 베인스를 전체 1위 선발 선수로 만들었다.  그는 전체 1위 선발을 위하여 낮은 기록으로 3만 2천 달러의 계약 보너스를 받았다.  당시 화이트삭스의 소유자 빌 비크는 베인스가 12세의 나이 전에 리틀 리그에서 활약하는 것을 발견하였다.

## 프로 경력

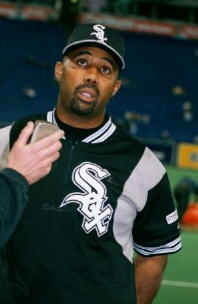
2001년의 베인스

1980년 오프닝 데이에 베인스는 자신의 메이저 리그 베이스볼 데뷔를 하여 시카고 화이트삭스와 함께 외야수로서 시작하였다.  1982년 그는 165개의 안타, 25개의 홈런과 105개의 타점을 가졌다.  1984년 야구 작가 빌 제임스는 베인스를 관람하는 데 자신의 가장 좋아하는 상대 선수로 불러 "그는 눈부시며 절대적으로 완전하다.  난 그가 당신의 입에서 녹여질 번트를 떨어뜨려 다음 시간으로 나와 칠판에서 바로 나오는 히트 앤드 런을 실행하는 것을 보았다.  난 그가 라인에 야드에서 자신의 패스트볼을 친 것을 보았고, 높은 커브의 아래로 내려가 펜스 바로 위에 공을 높이 쳐 올린 것을 보았다."라고 말하였다.  베인스는 1984년 5월 8일 밀워키 브루어스의 척 포터를 상대로 끝내기 홈런과 함께 메이저 리그 역사상 가장 장기적 경기 (성공적인 저녁에 25개 이닝에 8 시간 6 분)를 끝냈으며, 그가 사용한 배트는 현재 야구 명예의 전당에 의하여 간직되었다.
1986년 그의 필딩 경력을 점차로 끝낸 무릎 문제들의 연속이 시작되어 그가 정규적 지명 타자가 되는 데 강요하였다.  무릎의 병과 스피드의 부족 결과에 불구하고 그는 강력 타자로 남아있어 1988년 166개의 안타를 수집하였다.
베인스는 1985년 화이트삭스를 위한 113개의 타점과 1999년 오리올스와 인디언스를 위한 103개 사이에 14개의 시즌과 함께 100개 타점의 시즌들 사이에 가장 많은 시즌으로 기록을 보유한다.

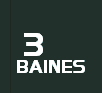
시카고 화이트삭스에 의하여 영구 결번된 베인스의 등번호 3

1989년 시즌을 통한 중도에 텍사스 레인저스는 윌슨 알바레스, 스콧 플레처와 새미 소사를 화이트삭스로 보낸 많이 파생된 이적에서 팀으로부터 프레드 만레케이와 더불어 베인스를 획득하였다.  이적 후에 화이트삭스는 메이저 리그에서 아직도 활동적이었던 선수를 위한 드문 일로 그해 8월 20일 베인스의 등번호 3을 영구 결번 시켰다.
1990년 베인스는 마이너 리그 투수들 스콧 키암파리노와 조 빗커를 위하여 오클랜드 애슬레틱스로 이적되어 월드 시리즈에서 신시내티 레즈에 의하여 휩쓸어진 것만으로 팀이 포스트시즌에 도달하는 도움을 주었다.  1992년 애슬레틱스는 플레이오프로 돌아왔으나 아메리칸 리그 챔피언십 시리즈에서 토론토 블루제이스에게 패하였다.
1993년 시즌에 대비하여 베인스는 애슬레틱스에 의하여 마이너 리그 투수들 보비 슈이너드와 앨런 플래스터를 위하여 볼티모어 오리올스로 이적되었다.  베인스는 오리올스와 함께 자신의 첫 3개의 시즌에 .313, .294와 .299 점을 타구하였다.  1996년 그는 자유 계약 선수로서 화이트삭스로 복귀하였으나 1997년 시즌을 통한 중도에 오리올스로 도로 이적되어 팀이 플레이오프에 도달하는 도움을 주어 리그 챔피언십 시리즈에서 클리블랜드 인디언스에게 패하였다.
1999년 베인스는 그해 후순에 인디언스로 이적되기 전에 올스타 경기에서 오리올스를 대표하였다.  베인스는 2000년 시즌에 대비하여 자신의 고향 팀과 함께 3번째 병역을 위하여 다시 계약되었다.  베인스는 그해 7월 29일 미겔 펠릭스, 후안 피궤로아, 브룩 포다이스와 제이슨 래크먼을 위한 교환에서 포수 찰스 존슨과 함께 오리올스에 의하여 화이트삭스로 이적되었다.
팀과 자신의 3번째 병역 후에 화이트삭스와 함께 그의 최종 계약은 2001년 시즌에 이어 재개되지 않았다.  그는 2,866개의 안타, 384개의 홈런과 1,628개의 타점과 함께 자신의 경력을 끝냈다.  그의 경력 타점 총계는 사상 34위이며 자신의 헌액에 대비하여 그는 명예의 전당으로 선출되지 않은 선수들 중에 9번째로 가장 높은 타점을 가졌으며 그의 안타 총계는 사상 46위에 들어왔다.

### 코치 경력
시카고 화이트삭스와 함께 베인스의 4번째 병역은 2004년 3월 자신의 화이트삭스 동료 선수 (1985년부터 1989년까지, 1996년 ~ 1997년)였던 새로운 감독 아지 기옌 아래 벤치 코치로 임명되었을 때 시작되었다.  기옌이 2개의 연속적 2개 경기 정지를 받은 동안 2004년 8월 17일부터 20일까지 4개의 경기를 위하여 팀의 임시 감독을 지냈다.
2005년 화이트삭스의 코치로서 그는 팀이 월드 시리즈를 우승했을 때 우승 링을 받았다.

## 영예

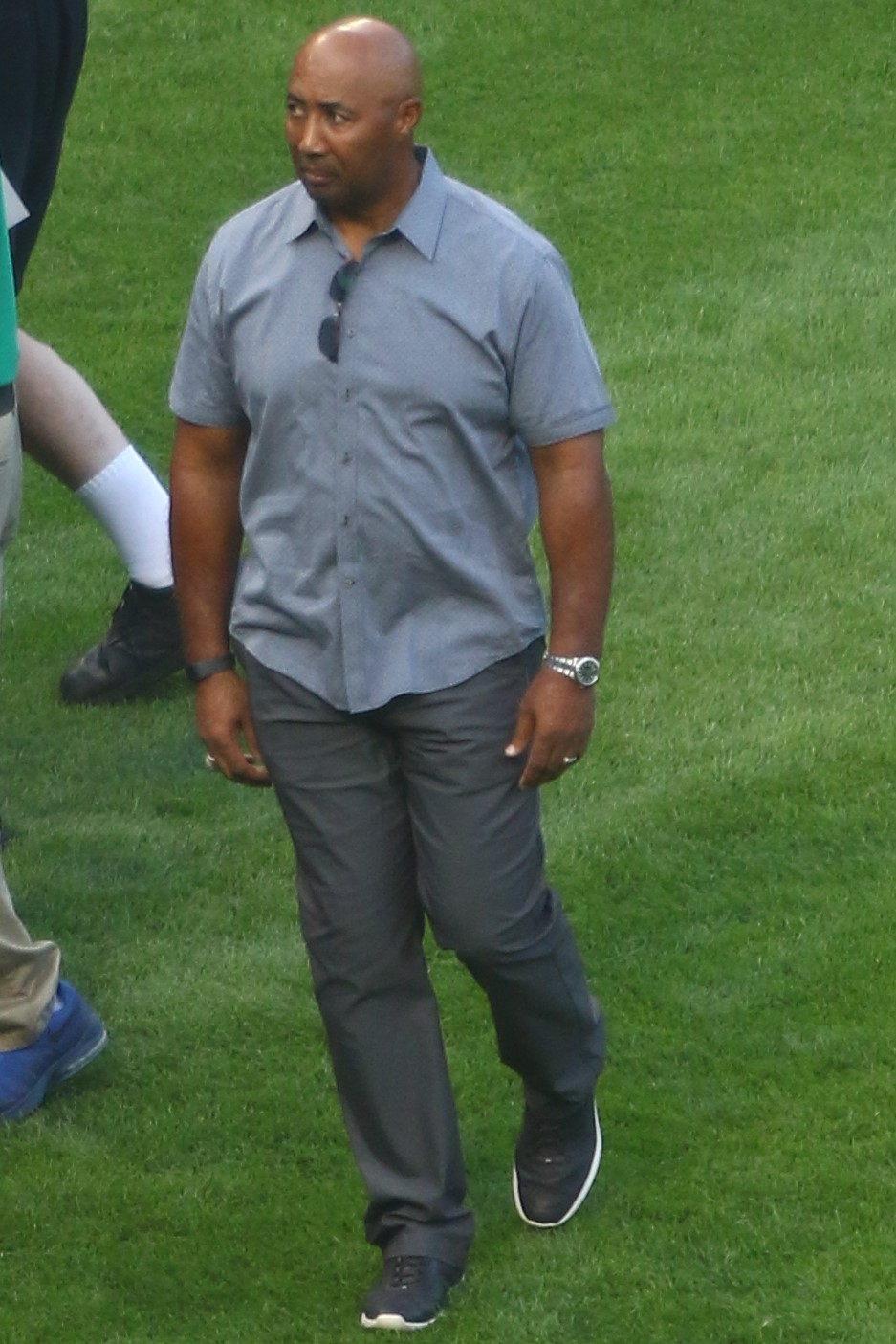
2017년 개런티드 레이트 필드에서

2008년 7월 20일 화이트삭스는 캔자스시티 로열스를 상대로 자신들의 경기에 대비하여 U.S. 셀룰러 필드에서 베인스의 동상의 제막식을 거행하였으며, 그것은 파크의 외야 중앙 광장에 특색을 이룬 7번째 동상이었다.
2009년 8월 오리올스는 베인스가 46번째 일원으로서 오리올스 명예의 전당으로 헌액될 것을 공고하였다.  오리올스와 자신의 7개 시즌에서 그들의 지명 타자로서 그는 .301 점을 타구하고, 107개의 홈런과 378개의 타점을 가졌다.

### 명예의 전당 후보
베인스는 2007년 선거와 함께 시작된 미국 야구 명예의 전당을 위하여 자격이 있었다.  헌액을 위하여 투표의 75%가 필요했던 동안 그는 6.1%보다 더욱 위대하게 받지 않았다.  2011년 1월 5일 베인스는 그해 명예의 전당 선거에서 겨우 28%를 받아 투표의 5.0%보다 적게 받으면서 전체의 훗날 작가들의 명예의 전당 비밀 투표들에 그를 떨어뜨렸다.
2018년 12월 9일 베인스와 리 스미스는 6명의 선수들, 1명의 감독, 6개의 간부들과 3명의 저널리스트들로 이루어진 16명의 투표 패널 베테랑 위원회에 의하여 미국 야구 명예의 전당 2019년 클래스로 선출되었다.  많은 야구 작가와 팬들은 선수가 정규 비밀 투표에 6.1%의 최고점을 얻어 베테랑 위원회를 통하여 허용된 5년 만의 후에 탈락된 것에 충격을 표현하였다.  베인스는 자신의 동료들에 의하여 명예의 전당으로 투표되었으며, 6번째가 감독으로서 그를 상대로 한 동안 그는 위원회에 6명의 선수들 중 5명을 상대로 하였다.  베인스가 선수이고, 그의 전 감독과 팀의 소유자가 위원회에 있던 동안 패널에 4명의 간부들은 관리에 있었다.  그와 5명의 다른 선수들은 53명의 이전 헌액자들을 포함한 55,000명의 관중들 앞에서 7월 21일 명예의 전당으로 헌액되었다.

## 개인 생활
베인스의 고향 세인트마이클스는 1월 9일을 해럴드 베인스의 날로 지정하였다.  그는 또한 대학에 들어갈 가치가 있는 학생들을 돕는 데 해럴드 베인스 장학 기금을 창조하기도 하였다.
베인스는 말라 헨리에게 결혼하여 4명의 자녀들 - 토니, 브리트니, 해럴드 주니어와 코트니를 두었다.  해럴드 주니어는 스포츠에서 NCAA 디비전 3이자 전에 웨스턴메릴랜드 칼리지로 알려진 맥대니얼 칼리지를 다녔다.  자녀들은 전부 베인스의 모교 세인트마이클스 중고등학교에서 수학하였다.